# Pierre Colomb (général)
Pierre Colomb, né le 21 août 1754 à Nîmes (Gard) et mort le 5 mars 1824 à Lyon (Rhône), est un général de brigade de la Révolution française.

## États de service
Il entre en service le 8 décembre 1766, et il sert jusqu’au 15 décembre 1775. En 1777, il rejoint la Caroline du Sud, puis il déménage en 1778, pour la Géorgie, où il devient lieutenant puis capitaine dans le régiment de dragons continental, et il participe à l’expédition contre la Floride. Il est capturé par les Anglais le 29 décembre 1778, à la défense de Savannah. Il est libéré en mars 1779, et rejoint la France à l’automne de la même année.
Lors de la révolution, il reprend du service et le 6 novembre 1791, il est nommé chef d’escadron au 3e régiment de chasseurs à cheval. Il reçoit son brevet de colonel le 8 juillet 1792, au 2e régiment de dragons. 
Il est promu général de brigade le 7 avril 1793, à l’armée du nord. Il est mis en non activité en avril 1794, et il est autorisé à prendre sa retraite en 1795. 
Il résidait à Lyon, où il mourut les 5 mars 1824.

## Sources
- (en) « Generals Who Served in the French Army during the Period 1789 - 1814: Eberle to Exelmans »
- Les volontaires français et partisans de la révolution Américaine.
- Docteur Robinet, Jean-François Eugène et J. Le Chapelain, Dictionnaire historique et biographique de la révolution et de l'empire, 1789-1815, volume 1, Librairie Historique de la révolution et de l’empire, 900 p. (lire en ligne), p. 440.